# ایرنه خان
ایرنه زبیده خان (بنگالی: আইরিন জুবাইদা খান؛ زادهٔ ۲۴ دسامبر ۱۹۵۶) وکیل اهل بنگلادش است. خان بین سال‌های ۲۰۰۱–۲۰۰۹ دبیرکل سازمان عفو بین‌الملل بود و از سال ۲۰۰۹ تا کنون نیز رئیس دانشگاه سالفورد می‌باشد.

## زندگی‌نامه
آیرین در داکا، بنگلادش به دنیا آمد. پدرش یک پزشک و پدر بزرگش فارغ‌التحصیل دانشگاه کمبریج و یک وکیل خقوقی بود.

## فعالیت‌ها

### حقوق بشر
در سال ۱۹۷۷ خان و عده ای دیگر سازمان Concern Universal یک سازمان توسعه بین‌المللی و امداد رسانی اورژانس را به وجود آوردند. او فعالیت حقوق بشری اش را در سال ۱۹۷۹ با کمیسیون بین‌المللی قضات شروع کرد.